# جانيت فوكس (مؤلفة)
جانيت فوكس (بالإنجليزية: Janet Fox)‏ (25 أكتوبر 1940، توبيكا في الولايات المتحدة - 21 أكتوبر 2009، أوسيدج سيتي في الولايات المتحدة)؛ كاتِبة، صحفية، شاعرة وروائية أمريكية.